# Vorkkaliber

Vorkkaliber

Een vorkkaliber is een stuk gereedschap waarmee materialen of werkstukken kunnen worden vergeleken, worden geijkt of de maat kan worden genomen. Het bijbehorend werkwoord is kalibreren.
Bij de vervaardiging van producten kunnen afwijkingen ontstaan in de maatvoering. Het is praktisch onmogelijk om de werkelijke maat precies gelijk te maken aan de nominale maat die op een werktekening staat ingeschreven. Daarom worden er eisen gesteld aan welke maatvoering een werkstuk minimaal moet voldoen. Werkstukken moeten binnen bepaalde grensmaten vallen. Het verschil tussen de grootste- en de kleinste grensmaat noemt men maattolerantie, of kortweg tolerantie. 
| Dubbele vorkkaliber | Vorkkaliber | Regelbare vorkkaliber |
| ------------------- | ----------- | --------------------- |
|                     |             |                       |